# Lewickie
Lewickie (do końca XIX wieku Niewodnica Lewickich) – wieś w Polsce położona w województwie podlaskim, w powiecie białostockim, w gminie Juchnowiec Kościelny.
W latach 1954–1959 wieś należała i była siedzibą władz gromady Lewickie, po jej zniesieniu w gromadzie Juchnowiec Dolny. W latach 1975–1998 miejscowość administracyjnie należała do województwa białostockiego.
Wierni kościoła rzymskokatolickiego należą do parafii Świętej Trójcy w Juchnowcu.

## Historia
Przed 1540 r. wieś zwaną wtedy Niewodnica nabył Maciej Lewicki, podsędek bielski (w latach 1538–1553) i sędzia ziemski bielski (w latach 1554–1559). Pierwsza wzmianka o jego dworze pochodzi z 1540 r. W 1544 r. Maciej Lewicki nazywał siebie „panem na Niewodnicy”. Po jego śmierci (ok. 1559 r.) zarządzała dobrami (także w imieniu synów Macieja i Jana) Anna Porycka z książąt Zbaraskich, wdowa po Macieju Lewickim.
Urządzając swoją siedzibę Maciej Lewicki nadał jej wczesnorenesansową kompozycję. Ulicówka wiejska wyznaczała oś główną układu założenia zajmującego teren zbliżony do prostokąta, a od północy ograniczonego rzeką Niewodnicą. Zapewne już wtedy funkcjonował na rzece młyn wodny, którego duży staw dał początek systemowi stawów ogrodowych. Przypuszczać można, że była to kompozycja czerpiąca wzorce w rezydencji królewskiej w Knyszynie. Fakt nabycia dóbr przez Macieja Lewickiego, sędziego bielskiego, który umieścił tu swoją główną rezydencję, przydawał założeniu rangi i można przypuszczać, że urządzone przez niego ogrody miały nie tylko znaczenie użytkowe, ale też charakter ozdobny. O tym, że mieściła się tu główna siedziba rodu świadczy nie tylko mienienie się przez Macieja Lewickiego panem na Niewodnicy, ale także korespondencja, np. jeden z listów Anny z Porycka Lewickiej z 24 czerwca 1561 r. pisany był w dworze w Niewodnicy.
Spadkobiercą Macieja Lewickiego został jeden z jego synów – Jan Lewicki. Później dobra należały kolejno do Macieja Lewickiego, cześnika podlaskiego, Stanisława Lewickiego, podczaszego podlaskiego, jego syna podkomorzego bielskiego i wdowy po nim. Były to wówczas zamożne dobra ziemskie, a przy rezydencji funkcjonował ogród włoski o regularnej, kwaterowej kompozycji, której zrąb powstał zapewne w latach 40. XVI w. Kwatery zachodnie zajmowały wtedy prawdopodobnie zabudowania gospodarcze, a wschodnie – ogród ozdobny, sad i warzywniki. Od północy kwatery zamykał rząd stawów.
Wzmianki z 1784 i 1786 r. informują, że Niewodnica Lewickich należy do Orsettich, włoskiej rodziny kupieckiej, spolszczonej i osiadłej na Podlasiu. W 1786 r. dokonany został „dział” dóbr Orsettich. Być może około 1819 r. założenie wróciło w ręce Lewickich i należało do Dionizego Lewickiego, marszałka powiatu białostockiego, fundatora kaplicy na cmentarzu grzebalnym w Juchnowcu.
W 1828 r. źródła odnotowują jako posesorkę Lewickich Zuzannę Grącką, vel Gronską, „marszałkową” – pewnie wdowę po Dionizym Lewickim, a z powtórnego małżeństwa Grącką.
W II połowie XIX w. Niewodnica Lewickich stała się własnością Michała Nowickiego. Wzniósł on pośrodku założenia, na sztucznie usypanym tarasie nowy, klasycystyczny pałac ustawiony frontem w kierunku wsi. Ogrody przebudowano wtedy, także w duchu klasycystycznym, likwidując podział na kwatery i podkreślając główną oś kompozycji. Zostały one z dwóch stron otoczone wąskimi kanałami, a z trzeciej strony zamykał je kompleks istniejących wcześniej stawów. Na tarasie, przed główną elewacją pałacu urządzono kolisty podjazd. Wzdłuż granic ogrodu podkreślonych szpalerami i alejami poprowadzono drogi spacerowe. Zabudowania gospodarcze zgrupowano na północny zachód od pałacu i podjazdu, w sąsiedztwie stawów. W tym szczytowym momencie rozwoju całość kompozycji zajmowała powierzchnię około 11 ha.
W latach 90. XIX w. Niewodnica Lewickich przeszła w ręce dymisjonowanego majora Antoniego Jakimowicza, syna Augusta. W 1903 r. Majątek zakupiła Aleksandra Szwajko-Szwajkowska, córka Kazimierza. W tym roku oprócz pałacu stały w obrębie założenia trzy domy mieszkalne, jedna chlewnia, dom mieszkalny drewniany z szopą pod jednym dachem, kryte deskami, inny jeszcze dom mieszkalny na kamiennej piwnicy – kryty dachówką oraz spichlerz. Właścicielka ta w latach 1907–1908 rozsprzedała część gruntów, łącznie z założeniem, towarzystwom włościańskim. Po nabyciu majątku chłopi rozebrali budynki gospodarcze, drewniane oficyny i czworak oraz usunęli część starych drzew. W 1911 r. zdewastowaną siedzibę dworską kupił Paweł Brysz. Z budynków pozostały tam wtedy tylko pałac, murowana oficyna, obora i chlewik. Nowy właściciel przystosował je do potrzeb urządzonego tu pensjonatu dla letników. Roślinność ozdobną utrzymywano tylko w sąsiedztwie pałacu, wokół stawów i wzdłuż granic dawnej kompozycji.
W tym stanie założenie przetrwało do II wojny światowej, podczas której pałac został zdewastowany i poważnie uszkodzony pociskami artyleryjskimi (szczególnie skrzydło południowe i część środkowa). Po wojnie, dopóki nie zawaliły się dach i stropy użytkowała go Gromadzka Rada Narodowa.
We wczesnych latach powojennych mieszkańców Lewickich, wyznających prawosławie i identyfikujących się z białoruską tożsamością narodową, przesiedlono do Związku Radzieckiego. Część z nich trafiła do rejonu zdzięcielskiego (Obwód grodzieński Białorusi), gdzie tworząc zwartą społeczność, mieszka do dziś.
W 1961 r. siostra ostatniego właściciela majątku w Lewickich – Stefania Ławranin sprzedała ruiny pałacu i ogród Józefowi Leluszowi, który do śmierci (w latach 80. XX w.) użytkował ocalałe skrzydło pałacowe. Po wojnie, w sąsiedztwie pałacu powstały też nowe drewniane budynki – dom mieszkalny i szopa, usunięto natomiast pozostałości sadów dworskich i ogrodu ozdobnego.
W latach 70. XX w. część dawnego ogrodu zakupiła rodzina Pachulskich, która utworzyła tam gospodarstwo ogrodnicze z kompleksem szklarni. 

## Zabytki
- zespół pałacowy:
  - pałac z XIX wieku w stylu klasycystycznym, nr rej.:56(62) z 27.07.1956
  - park, 2 poł. XIX, nr rej.:393 z 25.02.1977[9].